# Дерева на асфальті
«Дерева на асфальті» — радянський художній фільм 1984 року, знятий режисером Володимиром Колосом на кіностудії «Білорусьфільм».

## Сюжет
Добра, душевна Анна Тимофіївна з болем покидала свій сільський будинок, своїх односельців. Син Степан, побоюючись за здоров'я матері, вмовив її переїхати до міста. Чим могла, допомагала вона його сім'ї і чекала на повернення з армії онука Генки, який, нарешті, приїхав з молодою красивою дружиною Світою. На зміну радісним клопотам прийшла хвороба, після якої Анна Тимофіївна опинилася в заміському пансіонаті для людей похилого віку. Засумувавши за будинком, вона їде до рідного села. Там вона зустрічає Генку, і він стає для літньої жінки найближчою і найдорожчою людиною.

## У ролях
- Галина Макарова — Анна Тимофіївна
- Леонід Кулагін — Степан Георгійович, син Анни Тимофіївни
- Світлана Кузьміна — Ольга Павлівна, дружина Степана
- Віктор Мирний — Гена, син Степана та Ольги
- Наталія Волчек — Світлана, дружина Гени
- Микола Крюков — Микита Семенович Горецький, вдівець, під час війни був партизаном
- Тетяна Алексєєва — Наталія Борисівна
- Анатолій Паніхін — Воронович
- Здислав Стомма — Стрижевський, колишній директор хлібкомбінату
- Євгенія Ковальова — няня
- Андрій Збіренко — Стас, друг і земляк Генки
- Людмила Билинська — директор пансіонату
- Тетяна Бовкалова — епізод
- В. Бондарчук — епізод
- Т. Виноградова — епізод
- Алла Єльяшевич — епізод
- В. Лаберко — епізод
- Галина Рогачова — лікар
- І. Стрельченя — епізод
- Аліса Коломієць — епізод
- Діма Мучник — епізод
- Анастасія Костюніна — епізод

## Знімальна група
- Режисер — Володимир Колос
- Сценарист — Кастусь Губаревич
- Оператор — Борис Оліфер
- Композитор — Олег Зальотнєв
- Художник — Володимир Шнаревич